# 奧什科什鎮區 (明尼蘇達州耶洛梅德辛縣)
奧什科什鎮區（英語：Oshkosh Township）是位於美國明尼蘇達州耶洛梅德辛縣的一個行政鎮區。

## 歷史
奧什科什鎮區於1879年成立，得名自威斯康辛州的奧什科什。

## 地方資料
奧什科什鎮區的面積為93.87平方千米，皆為陸地。根據2020年美國人口普查的數據，當地共有人口190人，而人口密度為每平方千米2.02人。